# Petkim Petrokimya
Petkim Petrokimya Holding A.S. (рус. Петким петрохим холдинг А. С.) — турецкая нефтехимическая компания.

## Общие сведения
Компания основана в 1965 году.
Держателем контрольного пакета акций (61,32%) являются Socar Turkey Enerji A.Ş и SOCAR International DMCC OGG, дочерние подразделения Государственной нефтяной компании Азербайджанской Республики (SOCAR).
38,68% находится в свободном обращении на Стамбульской фондовой бирже.

## Деятельность
Компания осуществляет производство полимеров, моющих средств, пластиковых упаковок, тканей, ПВХ.
В марте 2013 года Petkim и нидерландская компания APM Terminals подписали соглашение о строительстве контейнерного порта мощностью 1,5 миллиона TEU. В зависимости от потребностей рынка мощность порта может быть увеличена до трех миллионов TEU.
Выручка Petkim Petrokimya в 2006 году составила почти $1,6 млрд, чистая прибыль — $41 млн. За девять месяцев 2013 года прибыль составила 48,6 миллиона лир (22,3 млн долл.)
Производство составляет 3,6 млн. тонн нефтехимической продукции в год. Производится свыше 60 видов продукции. 40% производимой продукции экспортируется.
Petkim покрывает 17% спроса Турции в нефтехимической продукции.